# Список вищих навчальних закладів Угорщини

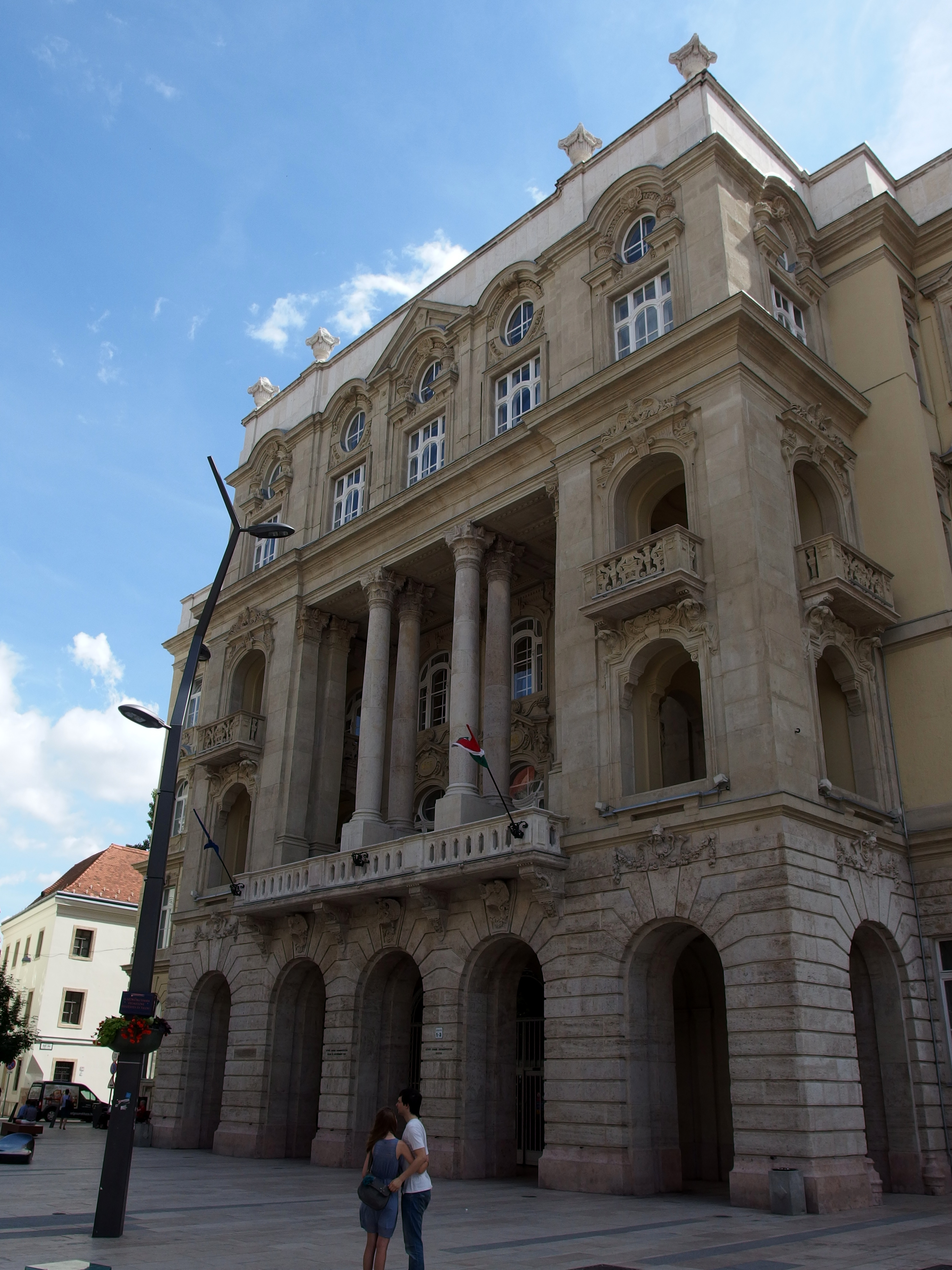
Факультет права і політичних наук Будапештського Університету Етвеша Лоранда, одного з найстаріших університетів в Угорщині, заснований у 1635 році.

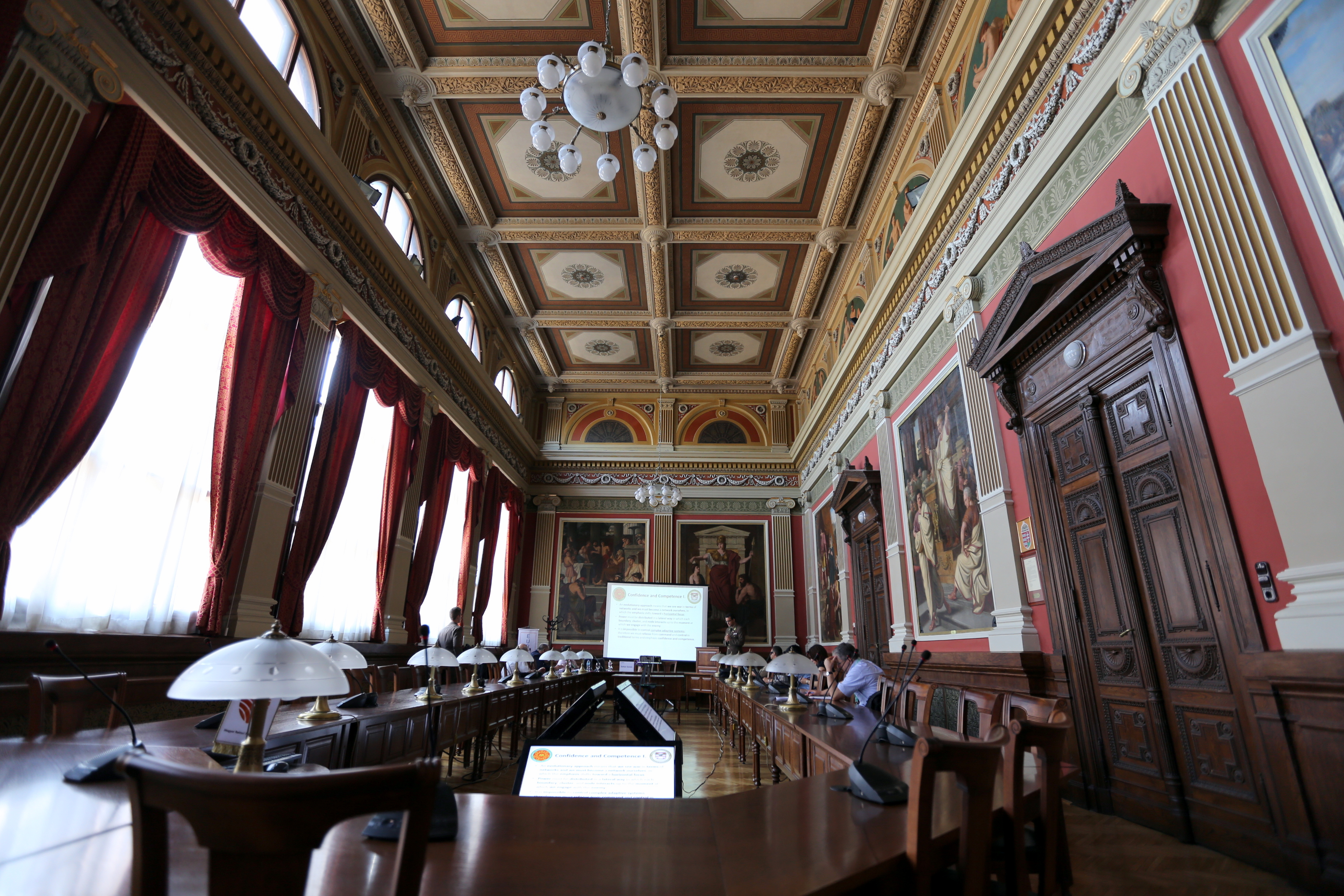
Зал ректорів Будапештської бізнес-школи, першої в світі державної бізнес-школи, заснованої в 1857 році

Університети в Угорщині загалом були засновані Законом про парламент відповідно до Закону про вищу освіту. Для нових громадських університетів і приватних університетів вимагається затвердження Міністерством, відповідальним за освіту, а потім затвердження і від Національної асамблеї Угорщини. Угорська державна система вищої освіти включає вищі навчальні заклади та інші вищі навчальні заклади, які забезпечують як освітні програми, так і пов'язані з ними ступені до докторантури, а також сприяють дослідницькій діяльності. Загалом, державні угорські університети не стягують плату за навчання.
Нижче наведено список університетів і коледжів вищої освіти в Угорщині (перераховані в алфавітному порядку та згруповані за місцем розташування та фінансуванням), за якими йде список неіснуючих установ.

## Університети

### У Будапешті

#### Державні вищі навчальні заклади
| Установа                                        | Скр. | Число    | Число     | Тип                       | Створено       |
| Установа                                        | Скр. | Студенти | Академіки | Тип                       | Створено       |
| ----------------------------------------------- | ---- | -------- | --------- | ------------------------- | -------------- |
| Університет ветеринарної медицини               | ÁTE  |          |           | Медична школа             | 1851/1952/2016 |
| Університет Корвіна                             | BCE  | 17,879   | 867       | Бізнес Школа              | 1920/1948/1990 |
| Бізнес-школа Будапешта                          | BGE  | 16,905   | 987       | Бізнес Школа              | 1857/2016      |
| Університет технології та економіки Будапешта   | BME  | 21,171   | 961       | Технологічний інститут    | 1782           |
| Будапештський Університет                       | ELTE | 24,685   | 1600      | Дослідницький університет | 1635/1777/1950 |
| Академія музики ім. Франца Ліста                | LFZE | 831      | 168       | Музична школа             | 1875           |
| Угорський університет образотворчих мистецтв    | MKE  | 652      | 232       | Художня академія          | 1871/2000      |
| Угорська академія танців                        | MTE  |          |           | Художня академія          | / 2017         |
| Університет мистецтва та дизайну ім. Мохой-Надя | MOME | 894      | 122       | Художня академія          | 2001           |
| Національний університет державної служби       | NKE  | 10 800   | 465       | Національний університет  | 2011 (1808)    |
| Обудський університет                           | OE   | 12,888   | 421       | Технологічний університет | 1879/2000/2010 |
| Університет Земмельвайса                        | SOTE | 10,900   | 1,304     | Медична школа             | 1769/1969      |
| Академія драми і кіно                           | SZFE | 455      | 111       | Художня академія          | 2000           |
| Університет фізичного виховання                 | TE   | 2500     | 220       | Фізична культура          | 1925/2014      |

#### Церковні вищі навчальні заклади
| Установа                                       | Скр.   | Число    | Число     | Приналежність | Створено    |
| Установа                                       | Скр.   | Студенти | Академіки | Приналежність | Створено    |
| ---------------------------------------------- | ------ | -------- | --------- | ------------- | ----------- |
| Лютеранський богословський університет         | EHE    | 220      | 36        | Лютеранство   | 1557        |
| Каролі Гаспар Університет Реформатської церкви | KRE    | 8,717    | 342       | Кальвінізм    | 1993 (1855) |
| Університет єврейських студій у Будапешті      | OR-ZSE | 200      | 60        | Юдаїзм        | 1877        |
| Католицький університет ім. Петра Пазманя      | PPKE   | 9,469    | 736       | Католицька    | 1992 (1635) |

#### Приватні або фундаментальні вищі навчальні заклади
| Установа                                   | Скр.   | Число    | Число     | Створено |
| Установа                                   | Скр.   | Студенти | Академіки | Створено |
| ------------------------------------------ | ------ | -------- | --------- | -------- |
| Університет Андраші в Будапешті            | ANNYE  | 200      | 51        | 2001     |
| Будапештський метрополістичний університет | METU   | 7000     | 300       | 2001     |
| Центральноєвропейський університет         | CEU    | 1,380    | 399       | 1991     |
| Університет Мілтона Фрідмана               | MILTON |          |           | 2001     |

### У решті країни

#### Державні вищі навчальні заклади
| Установа                      | Скр. | Місто       | Число    | Число     | Тип                       | Створено       |
| Установа                      | Скр. | Місто       | Студенти | Академіки | Тип                       | Створено       |
| ----------------------------- | ---- | ----------- | -------- | --------- | ------------------------- | -------------- |
| Університет Дебрецена         | DE   | Дебрецен    | 30,000   | 1700      | Класичний університет     | 1912 (1538)    |
| Університет Дунауйварош       | DUE  | Дунайварош  |          |           | Прикладна наука           | 1962           |
| Університет Естерхазі Каролі  | EKE  | Егер        | 7000     | 700       | Прикладна наука           | 1774           |
| Університет Капошвара         | KE   | Капошвар    |          |           | Класичний університет     | 2000 (1961)    |
| Університет Мішкольця         | ME   | Мішкольц    | 9,513    | 536       | Класичний університет     | 1949 (1735)    |
| Університет Ньїредьгази       | NYE  | Ньїредьгаза | 5000     |           | Прикладна наука           | 2000           |
| Університет Західної Угорщини | NYME | Шопрон      | 2700     | 684       |                           | 2008/2000/1735 |
| Університет Джона фон Неймана | NJE  | Кечкемет    | 6,510    | 216       | Технологічний університет | 2016/2000      |
| Університет Паннонії          | PE   | Веспрем     | 9,632    |           | Прикладна наука           | 1949 (1797)    |
| Університет Печа              | PTE  | Печ         | 21,816   | 1,854     | Дослідницький університет | 1921 (1367)    |
| Університет Сечені Іштвана    | SZE  | Дьєр        | 15000    |           | Технологічний університет | 1968/2002      |
| Університет Сент-Іштван       | SZIE | Геделле     | 19,000   |           | Технологічний університет | 2000           |
| Університет Сегеда            | SZTE | Сегед       | 24,834   | 1400      | Дослідницький університет | 1872 (1581)    |

#### Приватні або церковні університети
- Дебреценський реформований богословський університет
- Університет Мілтона Фрідмана

| Ім'я                            | Створено | Місто    | Тип                             | Студенти | Академіки |
| ------------------------------- | -------- | -------- | ------------------------------- | -------- | --------- |
| Технологічний інститут Aquincum | 2011     | Будапешт | Приватний технічний університет | 50       | 41        |
| Міжнародна школа бізнесу        | 1991     | Будапешт | Приватна бізнес-школа           | 800      | 155       |

### Інші угорські мовні університети
| Ім'я                                               | Створено    | Місто       | Тип                       | Країна     |
| -------------------------------------------------- | ----------- | ----------- | ------------------------- | ---------- |
| Університет Бабе-Бояй                              | 1919 (1959) | Клуж-Напока | Класичний університет     | Румунія    |
| Ференц Ракоці II. Закарпатський угорський інститут | 1996        | Берегове    | Класичний університет     | Україна    |
| Sapientia — Угорський університет Трансільванії    | 2001        | Клуж-Напока | Класичний університет     | Румунія    |
| Університет Сельє Яноша                            | 2004        | Комарно     | Дослідницький університет | Словаччина |
| Університет медицини і фармації Таргу-Муреш        | 1945 (1948) | Тиргу-Муреш | Медична школа             | Румунія    |

### Колишні університети
- Медичний університет Альберта Сент-Георгія (об'єднаний з іншими для створення університету в Сегеді в 2000 році)
- Університет Аттила Йозефа (об'єднаний з іншими для створення університету в Сегеді в 2000 році)
- Дебреценський університет сільськогосподарських наук (об'єднаний з іншими для утворення університету в Дебрецені)
- Університет ім. Франца Джозефа (припинив свою діяльність у 1945 р.)
- Університет аграрних наук ім. Гьоделло (об'єднаний з іншими для утворення університету Сент-Іштван у 2000 році)
- Угорський університет прикладного мистецтва (перейменований в 2006 р. в Університет мистецтв і дизайну Мохой-Надя)
- Угорський університет фізичного виховання (об'єднаний з Університетом Земмельвейс)
- імре Гайнал Університет медичних наук Будапешта (об'єднаний з Університетом Земмельвейс)
- Університет Януса Панноніуса (об'єднаний з іншими, щоб утворити Печський університет у 2000 році)
- Університет Лайош Кошут (об'єднаний з іншими для утворення університету в Дебрецені)
- Університет національної оборони Міклоша Зріні (об'єднаний з іншими для створення Національного університету державної служби у 2012 році)
- Університетська медична школа в Дебрецені (об'єднана з іншими для створення університету в Дебрецені)
- Університетська медична школа Печа (об'єднана з іншими для створення Печського університету в 2000 році)
- Університет садівництва та харчової промисловості (об'єднаний з іншими для створення університету Сент-Іштван у 2000 році)
- Університет Шопрона (об'єднаний з іншими для створення Університету Західної Угорщини в 2000 році)
- Університет ветеринарної науки (об'єднаний з іншими для створення університету Сент-Іштван у 2000 році)

## Вищі навчальні заклади

### У Будапешті

#### Державне фінансування
- Угорська академія танців

#### Фінансуються приватно чи церквою
- Міжнародний коледж Авіценни[1]
- Баптистська богословська академія
- Бхактіведанта Теологічний коледж
- Будапештський коледж управління
- Будапештська академія сучасного танцю
- CBS Центрально-Европейский Международный Колледж
- Коледж Денеса Габора
- Ворота навчального буддійського коледжу
- Коледж Харсани Янош
- Міжнародна школа бізнесу, Будапешт
- Міжнародний інститут педагогічної освіти для вихованців автомобільних інвалідів та диригента-вчителя
- Джон Уеслі Теологічний коледж
- Пентакостальний теологічний коледж
- Школа теології Сапіенція
- Університет Мілтона Фрідмана
- Sola Scriptura Теологічний коледж
- Академія Сента Пала
- Бізнес-школа Wekerle[2]

### У решті країни

#### Держава фінансує
- Коледж Сольнока, Сольнок
- Коледж Етвеша Йозефа, Байя
- Коледж Кечкемета, Кечкемет

#### Фінансуються приватно чи церквою
- Адвентистський богословський коледж, Пецель
- Католицький коледж «Апор Вільмос», Вац
- Архиєпископський богословський коледж Веспрема, Веспрем
- Коледж сучасних бізнес-досліджень, Татабанья
- Теологічний коледж Гала Ференца, Сегед
- Дьйорський богословський коледж, Дьєр
- Університет прикладних наук Кодоланий Янош, Секешфехервар
- Папа Богословська Академія Реформатської Церкви, Папа
- Шарошпатакська богословська академія реформатської церкви, Шарошпатак
- Сзент Атаназ греко — католицький богословський інститут, Ньїредьгаза
- Сзент Берната Богословський коледж ,Зірц
- Теологічний коледж Егера, Егер
- Богословський коледж Естергома, Естергом
- Теологічний коледж Печа, Печ
- Коледж Томорі Пала, Калоча

### Колишні вищі навчальні заклади
- Коледж Берзеня Даніела (об'єднаний з Університетом Західної Угорщини)
- Кьолцся Ференса Реформаторський навчальний коледж (об'єднаний з Дебреценським богословським університетом)
- Поліцейський коледж (об'єднаний з іншими для створення Національного університету державної служби у 2012 році)
- Римсько-католицький навчальний коледж Вітеса Яноша (об'єднаний з Католицьким університетом Пазманя Петера)